# Angelo Nijskens
Angelo Nijskens (* 1. Juni 1963 in Hulst) ist ein ehemaliger niederländischer Fußballspieler.

## Karriere
Nijskens kam vom belgischen Verein Sporting Lokeren zur Saison 1988/89 in die Bundesliga. Er heuerte bei Bayer 05 Uerdingen an. Im Team von Trainer Rolf Schafstall stand er im Angriff neben Spielern wie Stefan Kuntz, Reinhold Mathy und Marcel Witeczek. Im Saisonverlauf absolvierte er 17 Spiele und war hinter Kuntz, der 13 Tore erzielte und Holger Fach (6 Treffer) mit fünf Toren erfolgreichster Torschütze seines Teams. Am 31. Spieltag erzielte Nijskens nach seiner Einwechselung in der 63. Spielminute zwei Tore, das Spiel gegen Hannover 96 endete 7:3. Nach der Spielzeit ging er zurück nach Belgien. Nach vier Runden für die Vereine RFC Lüttich, Sporting Charleroi und Sporting Lokeren kam er nochmal nach Deutschland. Er spielte zwei Saisons für Alemannia Aachen in der drittklassigen Regionalliga. Seine Karriere ließ er beim niederländischen HSV Hoek ausklingen.